# Myiornis albiventris
La mosqueta ventriblanca (Myiornis albiventris), también denominada pico chato pigmeo de pecho blanco o tirano-pigmeo de vientre blanco (en Perú), es una especie de ave paseriforme de la familia Tyrannidae perteneciente al género Myiornis. Es nativa de regiones andinas del centro oeste de Sudamérica.

## Distribución y hábitat
Se distribuye localmente en la base de la ladera oriental de los Andes del sur de Ecuador (sureste de Zamora-Chinchipe), en el centro y este del Perú (San Martín, Junín, Huánuco, Pasco, Ayacucho, este de Puno) y norte de Bolivia (La Paz, Cochabamba, oeste de Santa Cruz).
Esta especie es considerada poco común y local en su hábitat natural: el estrato bajo y medio de bordes de selvas húmedas de estribaciones montañosas entre los 400 y los 1200 m de altitud.

## Sistemática

### Descripción original
La especie M. albiventris fue descrita por primera vez por los ornitólogos alemán Hans von Berlepsch y polaco Jean Stanislaus Stolzmann en 1894 bajo el nombre científico Orchilus albiventris; la localidad tipo es «La Merced, 790 m, Junín, centro del Perú.»

### Etimología
El nombre genérico masculino «Myiornis» se compone de las palabras del griego «μυια muia,  μυιας muias» que significa ‘mosca’, y «ορνις ornis, ορνιθος ornithos» que significa ‘ave’; y el nombre de la especie «albiventris» se compone de las palabras del latín «albus» que significa ‘blanco’, y «ventris, venter», que significa ‘vientre’.

### Taxonomía
Algunas veces es tratada como conespecífica con Myiornis auricularis, pero difieren en su vientre blanco y no amarillo; los flancos gris pálido y no verde oliva; estriado más ténue en el pecho y la garganta; la mancha pos-auricular muy reducida; la corona más pálida y más gris; las listas amarillas en las remiges más extensas; y el rojo alrededor de los ojos más pálido. Es monotípica.